# هيرفوي باريشيتش
هيرفوي باريشيتش هو لاعب كرة قدم كرواتي في مركز الوسط، ولد في 3 فبراير 1991 في سبليت في كرواتيا. شارك مع منتخب كرواتيا تحت 21 سنة لكرة القدم. أما مع النوادي، فقد لعب مع زرينيسكي موستار ونادي رادنيتشكي سبليت ونادي سلافن بيلوبو.

## وصلات خارجية
- هيرفوي باريشيتش على موقع الاتحاد الأوربي (الإنجليزية)
- هيرفوي باريشيتش على موقع اتحاد كرواتيا (الكرواتية)
- هيرفوي باريشيتش على موقع قاعدة بيانات كرة القدم.إي يو (الإنجليزية)
- هيرفوي باريشيتش على موقع ناشيونال فوتبول تيمز (الإنجليزية)
- هيرفوي باريشيتش على موقع Soccerway.com (الإنجليزية)
- هيرفوي باريشيتش على موقع عالم كرة القدم.نت (الإنجليزية)